# Мельничук, Алексей Андреевич
Алексей Андреевич Мельничук (род. 29 июня 1998, Санкт-Петербург) — российский хоккеист, вратарь «Локомотива». Обладатель Кубка Гагарина 2025 года.

## Биография
Родился в Санкт-Петербурге, в семье тенора Андрея Мельничука, солиста Михайловского театра.
хоккейная лига|ВХЛ]].
Начинал спортивную карьеру в футболе в пять лет. Играл в санкт-петербургской «Смене» на позиции нападающего. После травмы ноги и операции провёл почти полгода в гипсе и ещё столько же восстанавливался. За это время его одногруппники ушли вперёд, и Мельничук перестал проходить в основной состав. В 2008 году стал заниматься хоккеем в команде ГСДЮШОР Санкт-Петербурга на уровне первенства России среди юношей. Также выступал за команды «Спартак», «Серебряные Львы», «Нева» и «Форвард». В 2013 году попал в систему СКА.
В мае 2014 года семья Мельничука попала в ДТП. Грузовик с металлом выехал на встречную полосу и врезался в легковую «Тойоту», которой управлял Андрей Мельничук. Отец, 17-летняя сестра Вероника и дед погибли на месте, 4-летняя сестра Анастасия скончалась в больнице. Мать и бабушка получили травмы средней тяжести. У Алексея Мельничука были диагностированы перелом челюсти и черепно-мозговая травма. По словам Мельничука, он вернулся на лёд через три месяца и всё это время ему помогали тренеры, которые организовали для него индивидуальные тренировки. В сезоне 2015/16 дебютировал на профессиональном уровне в чемпионате НМХЛ за команду «СКА-Варяги», а через несколько дней и на уровне МХЛ в составе «СКА-1946». В следующем сезоне дебютировал в составе фарм-клуба «СКА-Нева» из [[Высшая 
23 сентября 2017 года сыграл первый матч в КХЛ в выездной игре против «Югры». В этой встрече Мельничук вышел на замену при счёте 9:1 в пользу своей команды и за оставшуюся часть встречи не пропустил, проведя на площадке 7:46 секунд. Полноценный матч в КХЛ провёл 21 ноября дома также против «Югры» (4:3). В этой встрече отразил 22 броска из 25. В этом сезоне был приглашён в состав молодёжной сборной России для участия в чемпионате мира, проходившем в американском городе Буффало. На этом турнире провёл один матч.
В сезоне 2019/20 провёл 16 матчей в составе СКА, совершив четыре шатаута и одержав 8 побед. По ходу сезона признавался лучшим вратарём месяца в КХЛ, дважды признавался вратарём недели и дважды — новичком недели. В мае 2020 года стало известно о том, что права на хоккеиста приобрёл клуб Национальной хоккейной лиги «Сан-Хосе Шаркс», с которым Мельничук подписал двулетний двусторонний контракт. СКА при этом оставил приоритетные права на хоккеиста в России. Начало сезона 2020/21 НХЛ Мельничук пропустил по причине того, что все соревнования в Соединённых Штатах и Канаде были перенесены на неопределённый срок, из-за эпидемиологической обстановки, однако, в сентябре 2020 года нижегородское «Торпедо» выменяло права на Мельничука у СКА и подписало его на год. СКА получил права на Йессе Пулюярви. В «Торпедо» Мельничук провёл 14 игр, отражая в среднем 91,2 % бросков при коэффициенте надежности 2,68. В декабре 2020 года стало известно о том, что он покидает Россию и до конца 2020 года должен присоединиться к тренировкам в системе «Сан-Хосе». Дебютировал в НХЛ 11 февраля 2021 года в матче против «Лос-Анджелес Кингз», выйдя на замену при счёте 2:6 и за 9 минут 11 секунд отразил 5 из 5 бросков.